# 自治運動 (イタリア)
自治運動（じちうんどう、伊：Movimento per l'Autonomia、略称："MpA"）は、イタリアの政党。党首は、ラッファエーレ・ロンバルド（初代）。
南部の自治を称揚し、近代市場原理を唱え、中部（＝ローマ）主導の現状の改革を訴える。

## 概要
2008年2月、シルヴィオ・ベルルスコーニの自由の人民との連合文書に署名した。
4月13日から14日にかけての選挙で、自由の人民、北部同盟、自由運動は下院で46.81%、上院で47.32%の票を得て勝利した。自由運動は、下院で11.13%、上院で11.08%の票を得た。
選挙の結果第4次ベルルスコーニ政権で内閣入りを果たし、二人の政務次官を出している（以上ウィキペディアイタリアより）。